# Matrículas automovilísticas de Paraguay

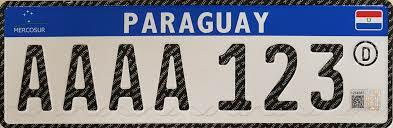
Matrícula del Mercosur, en proceso de implementación desde julio de 2019.

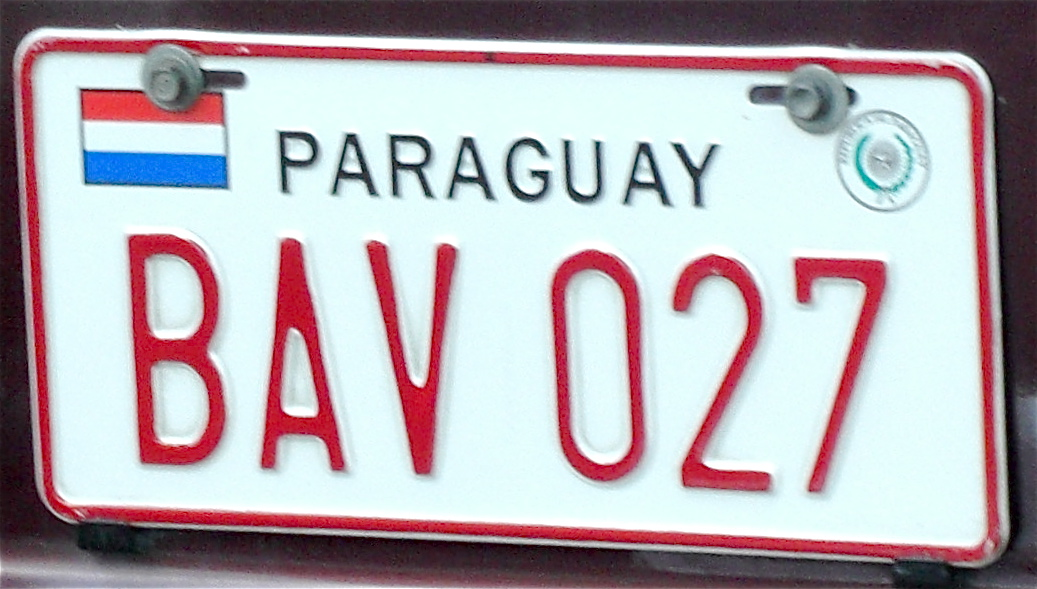
Matrícula del tipo nacional, aún vigentes, emitidas entre los años 2000-2019.

Las matrículas vehiculares de Paraguay (también llamadas chapas o patente) se usan para la identificación de vehículos provenientes de Paraguay. 
En Paraguay básicamente se han usado tres sistemas de matriculación: las patentes municipales, las patentes nacionales y las patentes del Mercosur. El primero fue utilizado durante gran parte del siglo XX hasta el año 2000, el segundo ha sido utilizado desde finales del año 2000, y el último es utilizado desde mediados del año 2019. Estos dos últimos sistemas coexisten actualmente.
A partir del 1 de julio de 2019, inició la implementación de la chapa "Mercosur" primeramente para vehículos pendientes de patentación, así como vehículos 0km y vehículos patentados desde el año 2014 (este último opcional, a través de canjes), con el formato ABCD 123 para vehículos en general, y 123 ABCD para motocicletas.

## Matrículas Municipales (sigloXX)
Anteriormente, las patentes paraguayas eran emitidas por las respectivas municipalidades. El último formato (utilizado entre los años 1982 al 2000) era A 123456, donde la letra representaba el departamento (a excepción de los patentados en Asunción, que consistían solamente en números). El diseño variaba según la zona, aunque por lo general eran de fondo blanco con caracteres rojos para los municipios del interior, y fondo azul con caracteres blancos para Asunción.
En los primeros tiempos, no había un estándar definido para las matrículas automovilísticas, especialmente para el interior, ya que el tamaño y el tipo de fuente (inscripciones) de la matrícula variaban de municipio a municipio, y de un año al otro.  Algunos municipios mantenían la misma serie (o número) de chapa para un vehículo, mientras que otros municipios cambiaban la serie de la chapa cada año para el mismo vehículo. Las primeras matrículas en todo el país estaban compuestas por solo números (entre 2 a 5 cifras). Al principio el fondo de color azul y las inscripciones en color blanco. En la matrícula estaban inscriptas el nombre del municipio donde fue emitido, y el año de la patente (últimos dos dígitos).
Las matriculaciones eran tanto para vehículos automotores, así como carretas por tracción de sangre (estirados generalmente por caballos). A finales de la década de 1950, se empezó a clasificar las matrículas según el tipo de categoría del vehículo (p.ej: la letra "P" era para vehículos automotores particulares, "O" para ómnibus, "C" para usos comerciales, etc.). Algunos municipios del Interior inscribían su escudo y/o "lema" en la matrícula (p.ej: "Capital de la Energía" para el distrito de Hernandarias, Alto Paraná). El formato iba variando pasando los años.
Las matrículas para vehículos especiales tanto del interior como de la capital (p.ej: estatales, municipales, diplomáticos, judiciales o demás autoridades) eran de un formato distinto al general. (p.ej: fondo azul para vehículos de autoridades municipales -en el caso de las matrículas para el interior-, etc.) 

### Asunción (capital)

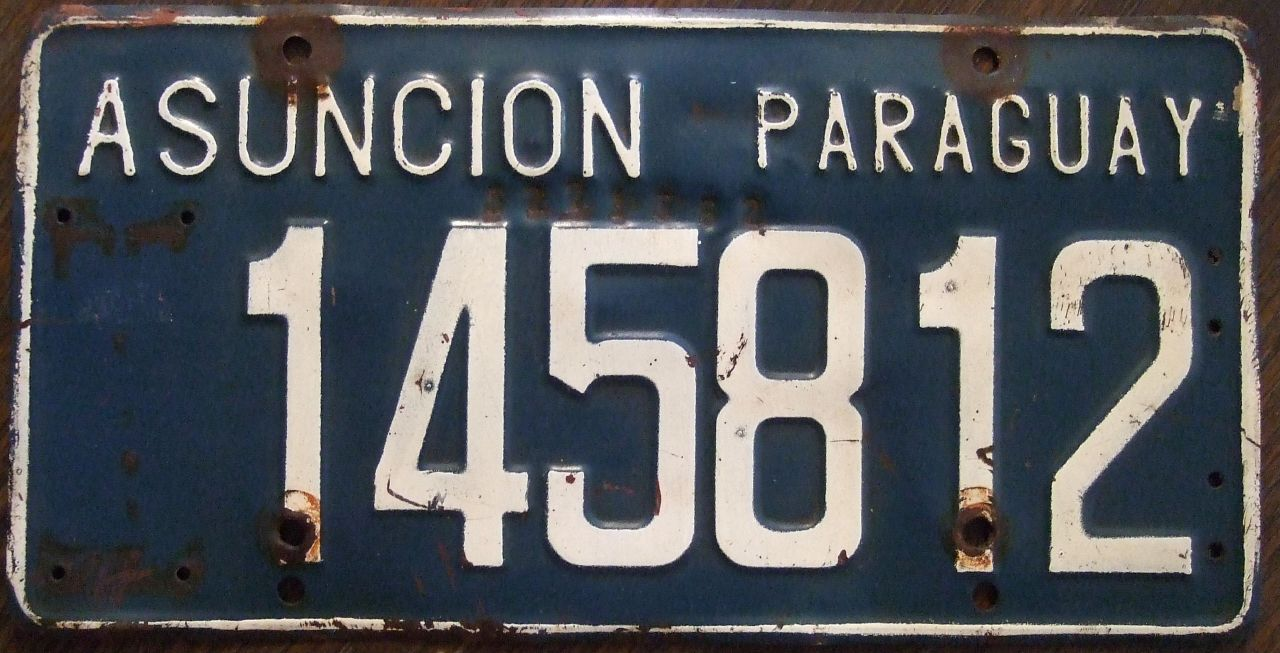
Matrícula del municipio de Asunción. Formato utilizado durante gran parte del hasta el año 2000.

En el caso de Asunción, para vehículos particulares el formato de la chapa sólo tenía números inscriptos en blanco, y el fondo era de color azul; además de incluir el nombre del municipio con el país y los dos últimos dígitos del año de la patente (a veces inscripto por la matrícula misma, o sino pegada por precinta). El último serial para Asunción fue 218 030, del año 1999.
Asunción utilizó el formato de clasificación de matrículas según la categoría del vehículo (letras: P, O, C, etc.) vigente desde finales de la década de 1950 hasta el año 1984.
Para vehículos especiales (exentos de impuestos, p.ej: estatales), el fondo era generalmente de color amarillo. Los vehículos de transporte público (colectivos) y taxis, tenían las chapas de fondo rojas con números en blanco. Los vehículos destinados a uso municipal (recolector de basuras, policía municipal, máquina de reparación de calles, etc.) llevaban chapas de fondo rosas con números en negro.

### Interior (departamentales)

#### Sin sistema fijo
Desde las primeras matrículas para vehículos en el país, hasta finales de los años 1950, las matrículas no tenían un diseño fijo, simplemente poseían dos o tres seriales y los últimos dígitos del año.

#### Años 1950s-1960s: Sistema C 1234 (por categoría)
Desde fines de los años 1950, las matrículas se clasificaban según el tipo de categoría del vehículo (letras: P, O, C, etc). 

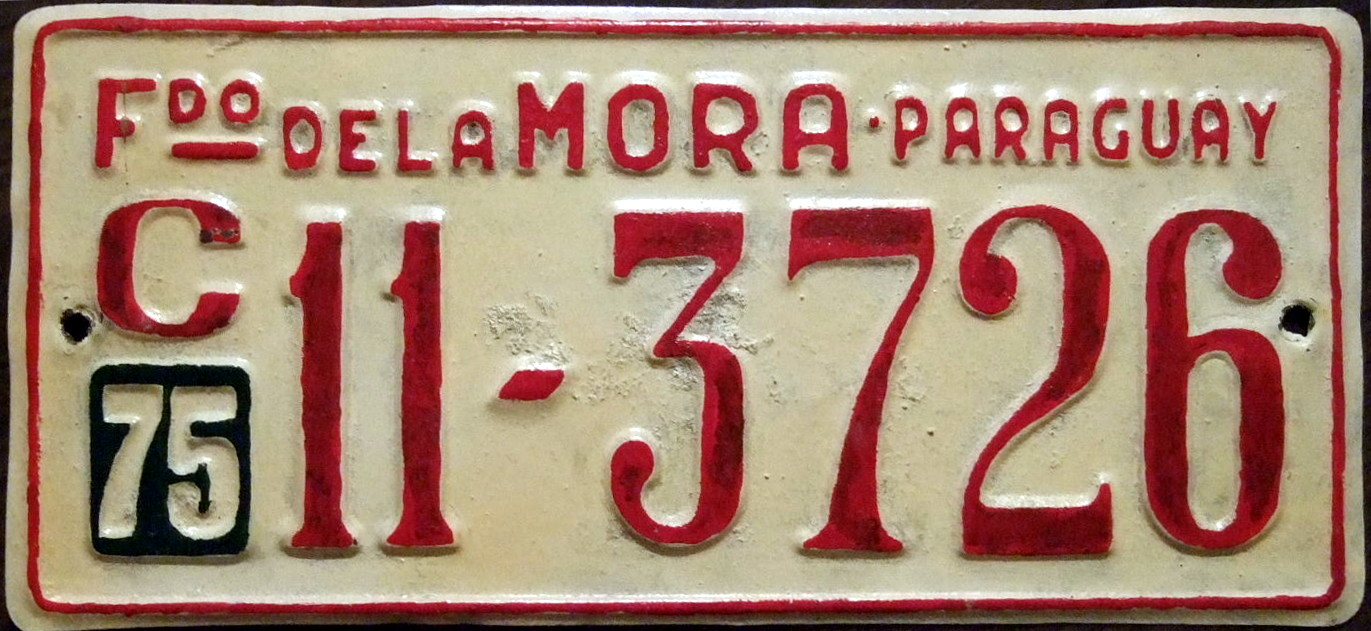
Matrícula del municipio de Fernando de la Mora (interior). Formato por categoría y departamento, utilizado desde finales de la década de 1950 hasta 1979.

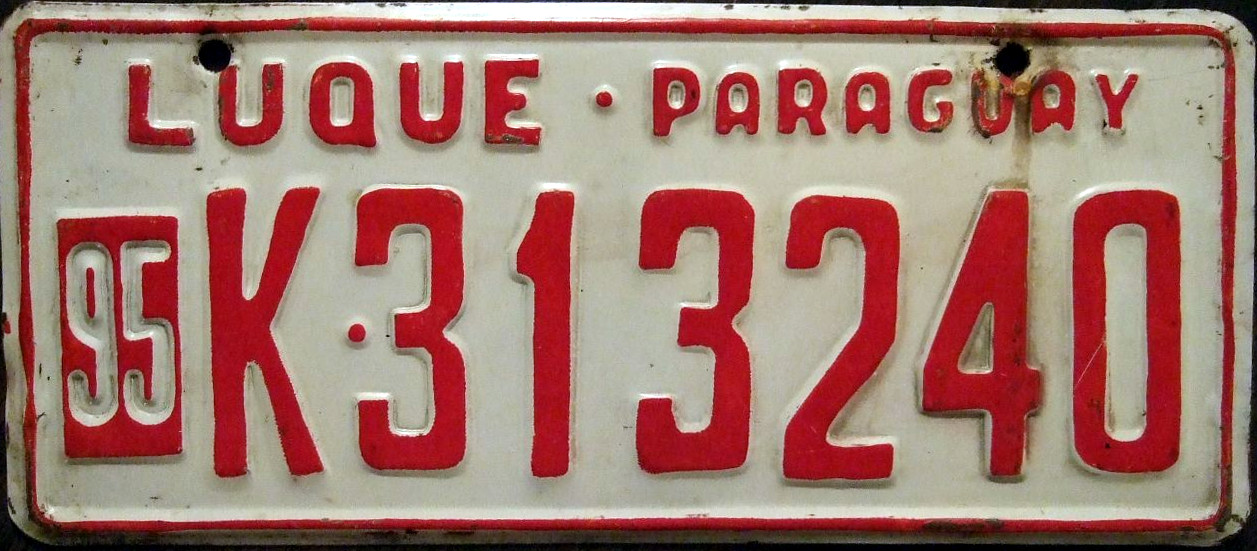
Matrícula del municipio de Luque (interior). Formato por departamento, utilizado desde el año 1982 hasta el 2000.

A principios de la década de 1960, las matrículas del interior cambiaron el fondo al color blanco con inscripciones en rojo (utilizadas hasta la actualidad), ya que anteriormente no tenían un diseño fijo. Sin embargo para vehículos especiales tenían diferente formato/diseño (p.ej: las matrículas de autoridades municipales tenían el fondo de color azul, etc.)

#### Años 1970s: Sistema C 1-1234 (por categoría y departamento)
En 1967, las matrículas del interior empezaron clasificarse por departamento, según el primer número seguido de un guion y luego el serial de la chapa. Por ejemplo, el caso de la matrícula emanada en Fernando de la Mora: C 11-3726. (Siendo "C" la categoría del vehículo, el "11" el número de departamento por orden -en este caso correspondiente al departamento Central-, y el 3726 el serial de la chapa). Este formato de números según el departamento fue utilizado hasta 1979, al igual que la categorización según el vehículo.

#### Años 1980s y 1990s: Sistema A 123456 (por departamento)

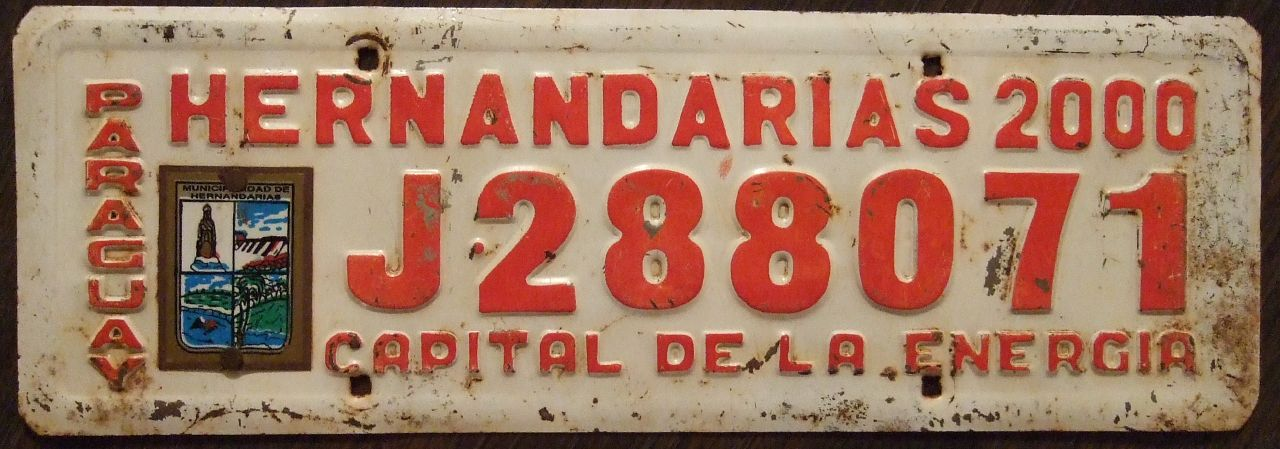
Matrícula del municipio de Hernandarias (interior). Formato por departamento, utilizado desde 1982 hasta el 2000. En este ejemplo se ve el "lema" y escudo inscripto en la matrícula.

Entre 1980 y 1982 las matrículas para el interior volvieron al fondo azul, para cambiar nuevamente al fondo blanco con inscripciones en rojo en 1983, hasta la actualidad. Hasta 1981 se utilizaban sólo número en el serial de las matrículas.
Desde los años 1982 (1983 ya con caracteres rojas y fondo blanco), hasta casi finales del año 2000, se utilizó el último formato de las chapas municipales, en el que las matrículas del interior poseían una "letra" al comienzo, seguido de varios números (serial). Las letras significaban los departamentos del que fueron emitidos las chapas:.
- A - Concepción
- B - San Pedro
- C - Cordillera
- D - Guairá
- E - Caaguazú
- F - Caazapá
- G - Itapúa
- H - Misiones
- I - Paraguarí
- J - Alto Paraná
- K - Central
- L - Ñeembucú
- M - Amambay
- N - Canindeyú
- Q - Presidente Hayes
- R - Alto Paraguay
- S - Chaco -usado desde 1992, equivalente al actual Boquerón-
- T - Nueva Asunción -usado hasta 1992-
- U - Boquerón -usado hasta 1992-

## Matrículas Nacionales (2000-2019; en vigencia)

### Antecedentes
Con el fin de terminar con el negocio de los autos "mau" (contrabando) -bajo presión de sus socios del Mercosur-, y unificar a nivel nacional en un solo sistema los vehículos registrados en el país, ya que anteriormente era registrado por cada municipio, se empezó a proyectar en la década de 1990 un nuevo sistema de patentamiento más seguro y permanente (hasta el fin de la vida útil del vehículo).
También teniendo en cuenta que el parque automotor paraguayo iba en aumento, ya que a finales del siglo XX había alrededor de 500 000 vehículos registrados en esa época de un total de 5 000 000 de habitantes; durante la presidencia de Juan Carlos Wasmosy, sale a la luz la Ley Nº608/95 que crea el "Sistema de Matriculación y Cédula del Automotor", que empezó a regir a finales de la década de los 1990. Sin embargo el reempadronamiento empezó recién a finales del año 2000, luego de varias postergaciones, y se extendió hasta dos años después aproximadamente.
Desde el 2 de octubre de 2000, Paraguay ha exigido a sus residentes a registrar sus vehículos en la Dirección de Registro de Automotores (dependiente de la Corte Suprema de Justicia), para portar las nuevas placas de matrícula o chapas, como coloquialmente es denominado. Este sistema ha sustituido al formato anterior, en el cual las chapas eran emitidas por las autoridades municipales, pero que aún mantienen los registros locales y cobran los impuestos respectivos.
Sin embargo se emitieron varias prórrogas en el año 2001 y 2002 para aquellos que aún no habían registrado sus vehículos en el Registro de Automotores, o tenían problemas en el trámite de legalización de sus rodados. Para el año 2004, la gran mayoría de los vehículos ya había adoptado el sistema actual, sin embargo aún había vehículos inscriptos en el Registro Especial y Transitorio del sistema informático de Registro de Automotores. A estos vehículos, en vez de haberles sido otorgadas la 'cédula verde' (en condiciones normales), les otorgaban la 'cédula marrón', que era útil únicamente dentro del territorio nacional mientras se regularicen los trámites legales del vehículo (si era mau o no). Por tanto, se expidió la ley 2405/04, que permitía regularizar aquellos vehículos precedentemente mencionados, si no pesaba sobre los rodados "acción reivindicatoria o denuncia de robo".

### Características y usos especiales
Las placas o "chapas" presentan una combinación de tres letras y tres números -inscritas de color rojo- (ABC 123 para vehículos en general, 123 ABC para motocicletas); con la bandera del Paraguay en la parte superior izquierda, la denominación "PARAGUAY" en la parte superior centro, y el símbolo nacional en la parte superior derecha; y permanecen con el vehículo para el resto de su vida útil.
Sus dimensiones son 320mm x 150mm para matrículas de vehículos en general, y 200mm x 130mm para motocicletas. En el caso de las matrículas perdidas o robadas, se estampan las letras "D" (duplicado) y "T" (triplicado) dentro de un círculo en el medio de la serie de letras y números.
Las series "Axx nnn" y "Bxx nnn" se han utilizado principalmente por la oficina central del Registro en Asunción, mientras que las series que comienzan con otras letras han sido utilizadas por las oficinas de Registro en el interior del país. La serie "Exx nnn," está reservada (originalmente) para los vehículos públicos (del estado) que están exentos de impuestos (aunque estos pueden venderse a particulares y dejar de ser estatales). La serie "Txx nnn" es para los tractores y maquinaria agrícola, la serie "Vxx nnn" para los coches antiguos (y "VAP nnn" para los que pertenecen a los miembros del Círculo de Vehículos Antiguos del Paraguay). Las matrículas para particulares pueden ser personalizadas, mientras no esté restringido por ley y a un coste adicional (por ejemplo: 108 no se permite, entre otros ejemplos).
También hay placas inscritas en negro para las personas electas a cargos gubernamentales, tales como "SEN nnn" para los Senadores, "DIP nnn" para Representantes (Diputados), "JMx nnn" para miembros de la Junta Municipal, y las placas "PJx nnn" para vehículos oficiales de los jueces. Las matrículas para diplomáticos tienen otro formato diferente al general, de fondo negro e inscripciones en blanco, compuestas por letras y 6 números. Estas letras son: CD (Cuerpo Diplomático); CC (Cuerpo Consular); MOE (Misión Oficial Extranjera).
Provisionalmente, los nuevos vehículos matriculados obtienen placas con una serie que comienza con P (a partir de "PRx"), que se cambia a la placa formal, una vez completado el registro, con validez de veinte días de expedida.

## Matrículas Mercosur (en implementación desde 2019)

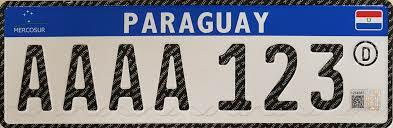
Matrícula del Mercosur para Paraguay, en proceso de implementación desde julio de 2019

En octubre de 2014, en el Salón Libertador del Palacio San Martín de Buenos Aires, se presentó la nueva Patente Única del Mercosur. En aquella fecha, los Estados Partes del Mercosur aprobaron la Resolución 033/14 que establecía su uso obligatorio a partir del 1 de enero del 2016. El primer país en implementar su uso fue Uruguay, en marzo de 2015, Argentina en abril de 2016 y Brasil en octubre de 2018. Primeramente sería obligatorio sólo para vehículos 0 km, y luego paulatinamente para todos.
Paraguay empezó a adoptar este sistema el 1 de julio del 2019, bajo el formato "AAAA nnn" (A: Letras - n: Números) para vehículos en general; y "nnn AAAA" para motocicletas, primeramente para vehículos pendientes de patentación, vehículos 0 km y vehículos patentados desde el año 2014 en adelante (este último opcional, a través de canjes). En Paraguay debería haber sido obligatorio el empadronamiento de vehículos 0km desde comienzos del año 2016, en tanto que el reempadronamiento de autos usados sería progresivo pero inicialmente opcional, pero fue postergada en varias ocasiones.
Por Resolución N° 8278 del 26 de agosto del 2020, de la C.S.J., los vehículos patentados por primera vez desde 1 de enero del año 2014, podrán realizar el canje de manera opcional de la matrículas tradicionales por el de las matrículas "Mercosur" (anterior a esta resolución, solamente los os vehículos patentados por primera vez desde 1 de enero del año 2016 podían realizar este canje). Desde el 1 de mayo de 2025, ya se permite el canje para todo vehículo patentado sin inportar el año.

### Datos específicos
Esta nueva matrícula, que será utilizada en los países miembros del MERCOSUR, contará con las siguientes características comunes:
- Dimensiones: 400 mm x 130 mm y un espesor de 1 mm (tamaño estándar europeo).[12]
- Emblema oficial del bloque e identificación con nombre y bandera de cada país, sobre una franja de color azul Pantone 286.
- Medidas de seguridad: marca de agua, estampado en caliente con lámina de seguridad con efecto difractivo y onda sinusoidal.
- Fuente tipográfica: FE Engschrift en color negro sobre fondo blanco.

## Cronología
| Periodo   | Color                           | Formato                                         | Ejemplo  |
| --------- | ------------------------------- | ----------------------------------------------- | -------- |
| ?-1960    | Variable                        | Números al azar                                 | 123      |
| 1960-1984 | Fondo azul, caracteres blancos  | Una letra (categoría)-Números al azar           | P 12345  |
| 1984-2000 | Fondo azul, caracteres blancos  | Números al azar                                 | 123456   |
| 2000-2019 | Fondo blanco, caracteres rojos  | Tres letras y tres números al azar (nacional)   | ABC 123  |
| 2019-     | Fondo blanco, caracteres negros | Cuatro letras y tres números al azar (mercosur) | ABCD 123 |

| Periodo      | Sistema  | Color                           | Formato                                                        | Ejemplo   |
| ------------ | -------- | ------------------------------- | -------------------------------------------------------------- | --------- |
| ?-1959/60    | 1234     | Variable                        | Números al azar                                                | 123       |
| 1959/60-1967 | C 1234   | Fondo blanco, caracteres rojos  | Una letra (categoría)-Números al azar                          | P 123     |
| 1967-1979    | C 1-1234 | Fondo blanco, caracteres rojos  | Una letra (categoría)-Un número (departamento)-Números al azar | P 11-1234 |
| 1980-1981    | A 123456 | Fondo azul, caracteres blancos  | Un número (departamento)-Números al azar                       | 11-1234   |
| 1982         | A 123456 | Fondo azul, caracteres blancos  | Una letra (departamento)-Números al azar                       | K-12345   |
| 1983-2000    | A 123456 | Fondo blanco, caracteres rojos  | Una letra (departamento)-Números al azar                       | K-123456  |
| 2000-2019    | XXX 123  | Fondo blanco, caracteres rojos  | Tres letras y tres números al azar (nacional)                  | ABC 123   |
| 2019-        | XXXX 123 | Fondo blanco, caracteres negros | Cuatro letras y tres números al azar (mercosur)                | ABCD 123  |

## Total de matriculaciones por departamento
Hasta el 31 de octubre de 2024, se han registrado 3.105.755 vehículos de todo tipo. (60,25% pertenecen a automóviles, 37,27% a motocicletas, y 2,48% otros tipos de vehículos)
- Actualizado al 31 de octubre de 2024.[13]

| #  | Departamento       | Patentes  |
| -- | ------------------ | --------- |
| 1  | Central            | 927.322   |
| 2  | Alto Paraná        | 525.838   |
| 3  | Asunción (capital) | 515.403   |
| 4  | Itapúa             | 259.362   |
| 5  | Caaguazú           | 175.099   |
| 6  | Cordillera         | 82.696    |
| 7  | San Pedro          | 81.972    |
| 8  | Guairá             | 77.879    |
| 9  | Amambay            | 77.855    |
| 10 | Canindeyu          | 68.449    |
| 11 | Paraguarí          | 26.473    |
| 12 | Boquerón           | 61.174    |
| 13 | Concepción         | 51.097    |
| 14 | Misiones           | 38.738    |
| 15 | Caazapá            | 37.236    |
| 16 | Presidente Hayes   | 31.551    |
| 17 | Ñeembucú           | 27.911    |
| 18 | Alto Paraguay      | 3.511     |
|    | Paraguay           | 3.105.755 |